# Caim
Caim (em hebraico: קַיִן; romaniz.: Qáyin; em grego: Κάϊν, romaniz.: Káïn; em árabe: قابيل/قايين, romaniz.: Qābīl/Qāyīn) é um personagem do Antigo Testamento da Bíblia, que é irmão de Abel, filhos de Adão e Eva.

## Etimologia
De acordo com HAW Theological Wordbook of the Old Testament and NOBSE Study Bible Name List Caim significa "lança" (Qayin). Também é adicionado que há a possibilidade de significar "ferreiro," devido a proximidade com o verbo קין (Qyn), ou por causa da similaridade do nome com seu descendente, Tubalcaim, que exercia a profissão.
Este nome também é associado pelo Dicionário de Nomes Próprios do Antigo Testamento de Jones à outra forma verbal, קנה (Qanah,) que significa "Aquisição."
Segundo a Bíblia, Caim teria sido o primeiro homem nascido de gravidez normal na Terra, resultado das relações sexuais de Adão e Eva.

### Abel e Caim
Possuído por inveja, Caim armou uma emboscada para seu irmão. Sugeriu a Abel que ambos fossem ao campo e, lá chegando, Caim matou seu irmão; este teria sido o primeiro homicídio da humanidade.
Caim foi questionado por Deus sobre o paradeiro de seu irmão, mas ele respondeu dizendo que não era seu cuidador e não sabia onde estava. Naquele momento tudo foi descoberto e amaldiçoado ele foi, como ninguém mais havia sido, afinal ele era o primeiro assassino e deveria ser lembrado por sua maldade.

### Caim e os descendentes

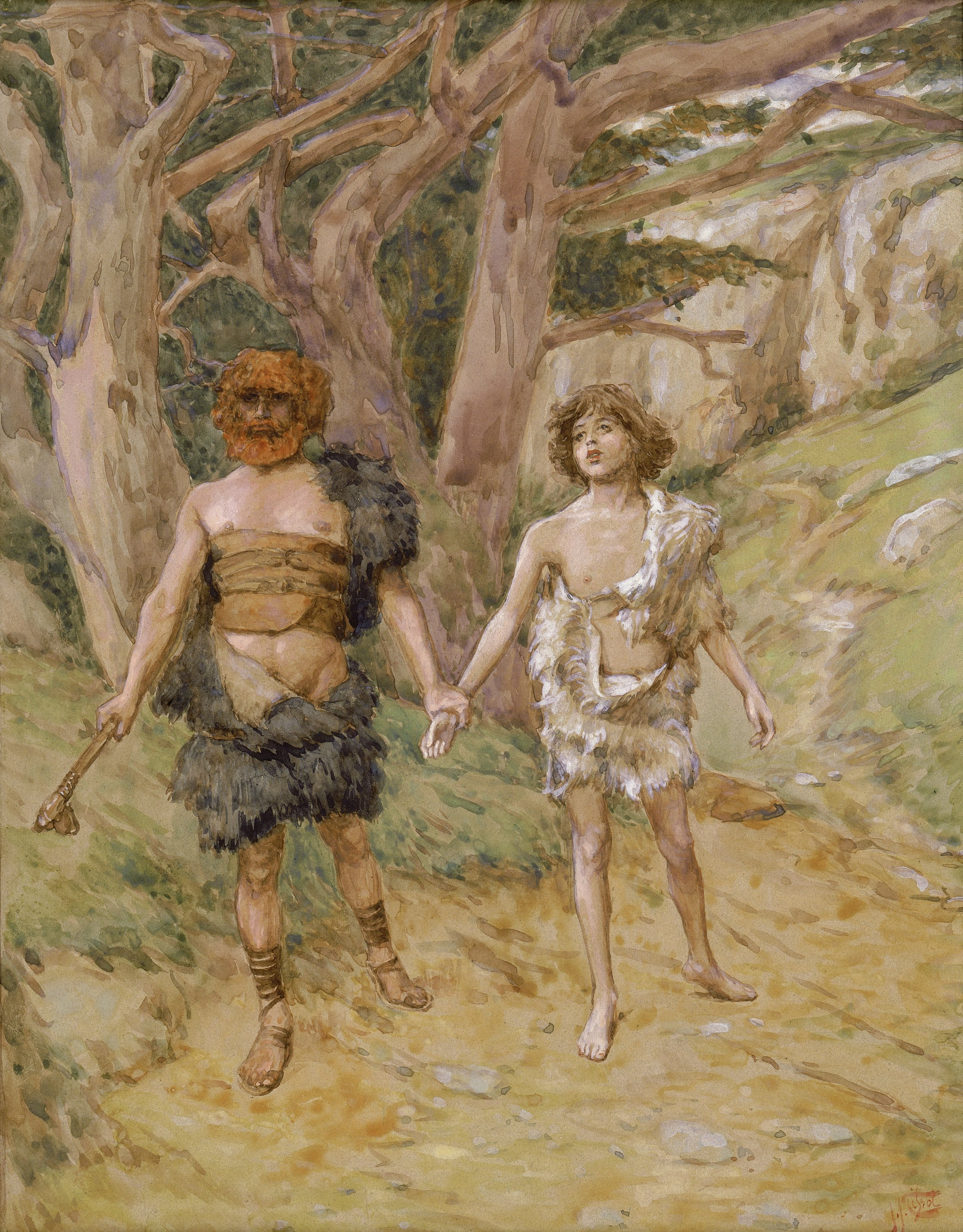
Caim conduzindo Abel à morte,
por James Tissot

Após ter matado Abel, Caim teria partido para a "terra da Fuga (Nod ou Node), ao leste do Éden", levando consigo a sua esposa, cujo nome não é mencionado na Bíblia. Após o nascimento de seu filho,Enoque, Caim empenhou-se em construir uma cidade, dando-lhe o nome do seu filho.
Os descendentes de Caim são alistados em parte, e incluem homens que se distinguiram pela pecuária nômade, por tocarem instrumentos musicais, por forjarem ferramentas de metal, bem como alguns conhecidos por praticarem a poligamia e a violência. (Gênesis 4:17–24) Segundo a Bíblia, a descendência de Caim terminou com o Dilúvio dos dias de Noé.
O texto bíblico de Gênesis deixa implícito que Caim poderia ter sido assassinado por seu descendente Lameque, quando fala sobre o castigo que este enfrentaria:
E disse Lameque a suas mulheres: Ada e Sela, ouvi a minha voz; vós, mulheres de Lameque, escutai o meu dito: porque eu matei um varão, por me ferir, e um jovem, por me pisar. Porque sete vezes Caim será vingado; mas Lameque, setenta vezes sete. (Gênesis 4:23-24).

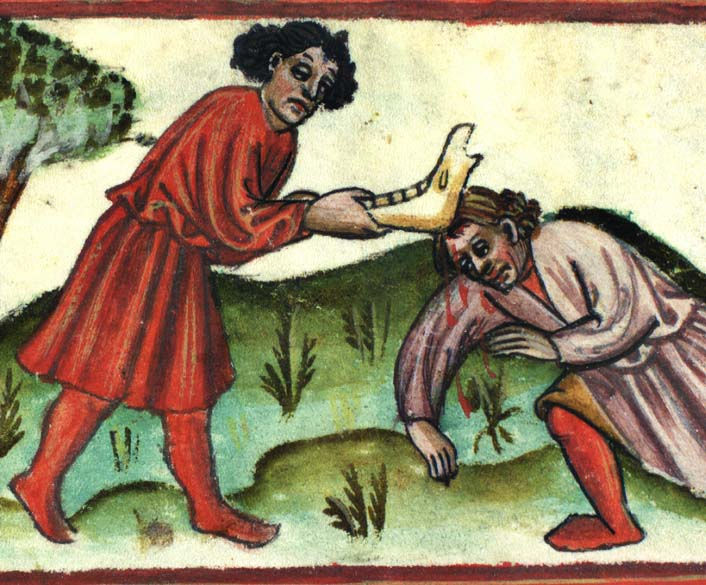
Caim em pintura anacrônica, assassinando Abel em manuscrito do século XV

Também pode-se fazer a interpretação de que como Caim matou Abel apenas por inveja, quem o matasse seria castigado apenas sete vezes. Mas como Lameque matou um varão e um jovem para se defender, e aparentemente demonstrou remorso e arrependimento ao dizer o crime que fez às suas mulheres, sem escondê-lo, quem matasse a Lameque seria castigado setenta vezes sete. Isso para que seja demonstrada a diferença entre os dois casos, e para a justiça de Deus em seu juízo.

## Outras informações não bíblicas

### Semente da serpente
Para alguns, o ato da sua concepção mantém-se um enigma, uma vez que defendem o fato de Caim ser o resultado do relacionamento de Eva com a serpente.

### Livro dos Jubileus
Segundo o Livro dos Jubileus, Caim nasceu na terceira semana do segundo jubileu, Abel na quarta semana, e Avan (Awan) na quinta. Caim matou Abel no primeiro ano do terceiro jubileu. Na sexta semana do quarto jubileu, Caim tomou sua irmã Avan como esposa, e desta união nasceu, no final do quarto jubileu, Enoque. No primeiro ano da primeira semana do quinto jubileu, casas foram construídas e Caim fundou a primeira cidade com o mesmo nome de seu filho Enoque. No sétimo ano da sétima semana do décimo nono jubileu Caim morreu, quando a sua casa desabou em cima dele; ele morreu por uma pedra, pois tinha assassinado Abel com uma pedra.

### Cronografia de Bar Hebreu
Bar Hebreu, em sua Cronografia, citando Anianus, que se baseou no Livro de Enoque, diz que Caim nasceu setenta anos após a expulsão do paraíso, Abel sete (ou setenta) anos após Caim e Abel foi morto com cinquenta e três anos. Citando Methodius, Caim e sua irmã Klymia nasceram trinta (ou três) anos após a expulsão do paraíso, Abel e sua irmã Labhudha trinta anos após Caim e Abel foi morto quando Adão tinha cento e trinta anos.

## Sinal de Caim
Há várias especulações sobre qual seria a marca de Caim. Segundo os textos dos seguidores de a Igreja de Jesus Cristo dos Últimos Dias, Caim foi amaldiçoado por toda a Terra por ter vertido o sangue de Abel, e assim, nada que Caim produzisse da terra não lhe daria mais forças. Caim teria que se afastar da presença de Deus e vagar errante pela Terra. Contudo, Caim temia por sua vida, pois poderiam matá-lo por ter cometido tais atrocidades; então, para protegê-lo, Deus colocou um sinal em Caim, para que não o matasse aquele que o encontrasse.

## Árvore genealógica
|       |       |       |       |       |       |  |  |          |          |          |          |          |          |  |  | Adão      | Adão      | Adão      | Adão      | Adão      | Adão      |      |      | Eva   | Eva   | Eva   | Eva   | Eva   | Eva   |  |  |           |           |           |           |           |           |  |  |      |      |      |      |      |      |  |  |  |  |  |  |  |  |  |  |  |  |  |  |  |  |  |  |  |  |  |  |  |  |
|       |       |       |       |       |       |  |  |          |          |          |          |          |          |  |  | Adão      | Adão      | Adão      | Adão      | Adão      | Adão      |      |      | Eva   | Eva   | Eva   | Eva   | Eva   | Eva   |  |  |           |           |           |           |           |           |  |  |      |      |      |      |      |      |  |  |  |  |  |  |  |  |  |  |  |  |  |  |  |  |  |  |  |  |  |  |  |  |
|       |       |       |       |       |       |  |  |          |          |          |          |          |          |  |  |           |           |           |           |           |           |      |      |       |       |       |       |       |       |  |  |           |           |           |           |           |           |  |  |      |      |      |      |      |      |  |  |  |  |  |  |  |  |  |  |  |  |  |  |  |  |  |  |  |  |  |  |  |  |
|       |       |       |       |       |       |  |  |          |          |          |          |          |          |  |  |           |           |           |           |           |           |      |      |       |       |       |       |       |       |  |  |           |           |           |           |           |           |  |  |      |      |      |      |      |      |  |  |  |  |  |  |  |  |  |  |  |  |  |  |  |  |  |  |  |  |  |  |  |  |
|       |       |       |       |       |       |  |  | Caim     | Caim     | Caim     | Caim     | Caim     | Caim     |  |  |           |           |           |           | Abel      | Abel      | Abel | Abel | Abel  | Abel  |       |       |       |       |  |  | Sete      | Sete      | Sete      | Sete      | Sete      | Sete      |  |  |      |      |      |      |      |      |  |  |  |  |  |  |  |  |  |  |  |  |  |  |  |  |  |  |  |  |  |  |  |  |
|       |       |       |       |       |       |  |  | Caim     | Caim     | Caim     | Caim     | Caim     | Caim     |  |  |           |           |           |           | Abel      | Abel      | Abel | Abel | Abel  | Abel  |       |       |       |       |  |  | Sete      | Sete      | Sete      | Sete      | Sete      | Sete      |  |  |      |      |      |      |      |      |  |  |  |  |  |  |  |  |  |  |  |  |  |  |  |  |  |  |  |  |  |  |  |  |
|       |       |       |       |       |       |  |  | Enoque   | Enoque   | Enoque   | Enoque   | Enoque   | Enoque   |  |  |           |           |           |           |           |           |      |      |       |       |       |       |       |       |  |  | Enos      | Enos      | Enos      | Enos      | Enos      | Enos      |  |  |      |      |      |      |      |      |  |  |  |  |  |  |  |  |  |  |  |  |  |  |  |  |  |  |  |  |  |  |  |  |
|       |       |       |       |       |       |  |  | Enoque   | Enoque   | Enoque   | Enoque   | Enoque   | Enoque   |  |  |           |           |           |           |           |           |      |      |       |       |       |       |       |       |  |  | Enos      | Enos      | Enos      | Enos      | Enos      | Enos      |  |  |      |      |      |      |      |      |  |  |  |  |  |  |  |  |  |  |  |  |  |  |  |  |  |  |  |  |  |  |  |  |
|       |       |       |       |       |       |  |  | Irad     | Irad     | Irad     | Irad     | Irad     | Irad     |  |  |           |           |           |           |           |           |      |      |       |       |       |       |       |       |  |  | Cainã     | Cainã     | Cainã     | Cainã     | Cainã     | Cainã     |  |  |      |      |      |      |      |      |  |  |  |  |  |  |  |  |  |  |  |  |  |  |  |  |  |  |  |  |  |  |  |  |
|       |       |       |       |       |       |  |  | Irad     | Irad     | Irad     | Irad     | Irad     | Irad     |  |  |           |           |           |           |           |           |      |      |       |       |       |       |       |       |  |  | Cainã     | Cainã     | Cainã     | Cainã     | Cainã     | Cainã     |  |  |      |      |      |      |      |      |  |  |  |  |  |  |  |  |  |  |  |  |  |  |  |  |  |  |  |  |  |  |  |  |
|       |       |       |       |       |       |  |  | Meujael  | Meujael  | Meujael  | Meujael  | Meujael  | Meujael  |  |  |           |           |           |           |           |           |      |      |       |       |       |       |       |       |  |  | Malalel   | Malalel   | Malalel   | Malalel   | Malalel   | Malalel   |  |  |      |      |      |      |      |      |  |  |  |  |  |  |  |  |  |  |  |  |  |  |  |  |  |  |  |  |  |  |  |  |
|       |       |       |       |       |       |  |  | Meujael  | Meujael  | Meujael  | Meujael  | Meujael  | Meujael  |  |  |           |           |           |           |           |           |      |      |       |       |       |       |       |       |  |  | Malalel   | Malalel   | Malalel   | Malalel   | Malalel   | Malalel   |  |  |      |      |      |      |      |      |  |  |  |  |  |  |  |  |  |  |  |  |  |  |  |  |  |  |  |  |  |  |  |  |
|       |       |       |       |       |       |  |  | Metusael | Metusael | Metusael | Metusael | Metusael | Metusael |  |  |           |           |           |           |           |           |      |      |       |       |       |       |       |       |  |  | Jarede    | Jarede    | Jarede    | Jarede    | Jarede    | Jarede    |  |  |      |      |      |      |      |      |  |  |  |  |  |  |  |  |  |  |  |  |  |  |  |  |  |  |  |  |  |  |  |  |
|       |       |       |       |       |       |  |  | Metusael | Metusael | Metusael | Metusael | Metusael | Metusael |  |  |           |           |           |           |           |           |      |      |       |       |       |       |       |       |  |  | Jarede    | Jarede    | Jarede    | Jarede    | Jarede    | Jarede    |  |  |      |      |      |      |      |      |  |  |  |  |  |  |  |  |  |  |  |  |  |  |  |  |  |  |  |  |  |  |  |  |
| Ada   | Ada   | Ada   | Ada   | Ada   | Ada   |  |  | Lameque  | Lameque  | Lameque  | Lameque  | Lameque  | Lameque  |  |  |           |           |           |           | Zilá      | Zilá      | Zilá | Zilá | Zilá  | Zilá  |       |       |       |       |  |  | Enoque    | Enoque    | Enoque    | Enoque    | Enoque    | Enoque    |  |  |      |      |      |      |      |      |  |  |  |  |  |  |  |  |  |  |  |  |  |  |  |  |  |  |  |  |  |  |  |  |
| Ada   | Ada   | Ada   | Ada   | Ada   | Ada   |  |  | Lameque  | Lameque  | Lameque  | Lameque  | Lameque  | Lameque  |  |  |           |           |           |           | Zilá      | Zilá      | Zilá | Zilá | Zilá  | Zilá  |       |       |       |       |  |  | Enoque    | Enoque    | Enoque    | Enoque    | Enoque    | Enoque    |  |  |      |      |      |      |      |      |  |  |  |  |  |  |  |  |  |  |  |  |  |  |  |  |  |  |  |  |  |  |  |  |
|       |       |       |       |       |       |  |  |          |          |          |          |          |          |  |  |           |           |           |           |           |           |      |      |       |       |       |       |       |       |  |  |           |           |           |           |           |           |  |  |      |      |      |      |      |      |  |  |  |  |  |  |  |  |  |  |  |  |  |  |  |  |  |  |  |  |  |  |  |  |
|       |       |       |       |       |       |  |  |          |          |          |          |          |          |  |  |           |           |           |           |           |           |      |      |       |       |       |       |       |       |  |  |           |           |           |           |           |           |  |  |      |      |      |      |      |      |  |  |  |  |  |  |  |  |  |  |  |  |  |  |  |  |  |  |  |  |  |  |  |  |
| Jabal | Jabal | Jabal | Jabal | Jabal | Jabal |  |  | Jubal    | Jubal    | Jubal    | Jubal    | Jubal    | Jubal    |  |  | Tubalcaim | Tubalcaim | Tubalcaim | Tubalcaim | Tubalcaim | Tubalcaim |      |      | Naamá | Naamá | Naamá | Naamá | Naamá | Naamá |  |  | Matusalém | Matusalém | Matusalém | Matusalém | Matusalém | Matusalém |  |  |      |      |      |      |      |      |  |  |  |  |  |  |  |  |  |  |  |  |  |  |  |  |  |  |  |  |  |  |  |  |
| Jabal | Jabal | Jabal | Jabal | Jabal | Jabal |  |  | Jubal    | Jubal    | Jubal    | Jubal    | Jubal    | Jubal    |  |  | Tubalcaim | Tubalcaim | Tubalcaim | Tubalcaim | Tubalcaim | Tubalcaim |      |      | Naamá | Naamá | Naamá | Naamá | Naamá | Naamá |  |  | Matusalém | Matusalém | Matusalém | Matusalém | Matusalém | Matusalém |  |  |      |      |      |      |      |      |  |  |  |  |  |  |  |  |  |  |  |  |  |  |  |  |  |  |  |  |  |  |  |  |
|       |       |       |       |       |       |  |  |          |          |          |          |          |          |  |  |           |           |           |           |           |           |      |      |       |       |       |       |       |       |  |  | Lameque   |           |           |           |           |           |  |  |      |      |      |      |      |      |  |  |  |  |  |  |  |  |  |  |  |  |  |  |  |  |  |  |  |  |  |  |  |  |
|       |       |       |       |       |       |  |  |          |          |          |          |          |          |  |  |           |           |           |           |           |           |      |      |       |       |       |       |       |       |  |  |           |           |           |           |           |           |  |  |      |      |      |      |      |      |  |  |  |  |  |  |  |  |  |  |  |  |  |  |  |  |  |  |  |  |  |  |  |  |
|       |       |       |       |       |       |  |  |          |          |          |          |          |          |  |  |           |           |           |           |           |           |      |      |       |       |       |       |       |       |  |  | Noé       |           |           |           |           |           |  |  |      |      |      |      |      |      |  |  |  |  |  |  |  |  |  |  |  |  |  |  |  |  |  |  |  |  |  |  |  |  |
|       |       |       |       |       |       |  |  |          |          |          |          |          |          |  |  |           |           |           |           |           |           |      |      |       |       |       |       |       |       |  |  |           |           |           |           |           |           |  |  |      |      |      |      |      |      |  |  |  |  |  |  |  |  |  |  |  |  |  |  |  |  |  |  |  |  |  |  |  |  |
|       |       |       |       |       |       |  |  |          |          |          |          |          |          |  |  |           |           |           |           |           |           |      |      |       |       |       |       |       |       |  |  |           |           |           |           |           |           |  |  |      |      |      |      |      |      |  |  |  |  |  |  |  |  |  |  |  |  |  |  |  |  |  |  |  |  |  |  |  |  |
|       |       |       |       |       |       |  |  |          |          |          |          |          |          |  |  |           |           |           |           |           |           |      |      | Sem   | Sem   | Sem   | Sem   | Sem   | Sem   |  |  | Cam       | Cam       | Cam       | Cam       | Cam       | Cam       |  |  | Jafé | Jafé | Jafé | Jafé | Jafé | Jafé |  |  |  |  |  |  |  |  |  |  |  |  |  |  |  |  |  |  |  |  |  |  |  |  |

## Na cultura popular e literatura
- No Universo do jogo de RPG Vampiro: A Máscara, Caim é o primeiro vampiro. No RPG, é explicada a linhagem dos vampiros tendo Caim como o "Pai dos Vampiros". Quanto mais distante for a descendência, mais fraco é o sangue de Caim nos novos vampiros. Esse fato é descrito RPG como "Time Of Thin Blood", que precede ao Gehenna, algo como o fim do mundo para os vampiros.
- O livro de José Saramago, "Caim", apresenta o Antigo Testamento sob o ponto de vista de Caim.[10]
- A banda Avenged Sevenfold (em português, "vingado sete vezes") faz referência a Caim em seu nome.
- Na revista Spawn de Todd McFarlane Caim é nada mais que Cogliostro o primeiro Spawn que treinou Al Simmons o personagem principal da revista e atual Spawn.
- Na Série Assassin's Creed, Caim é o primeiro "Templário" da história e matou seu irmão Abel para tomar um pedaço do Éden que estava sob o seu poder.
- Marilyn Manson faz uma música com referência à Caim: Children Of Cain
- Na série Supernatural Caim aparece, mais preciso um Cavaleiro do Inferno e Portador da Marca de Caim, é sem dúvidas um dos seres mais poderosos da Série
- No filme He Never Died, Jack se revela como sendo Caim, após o questionarem por sua imortalidade inexplicável e idade indefinível.
- No livro Diário de um Psicopata de Rangel Oblivion Caim é o nome do protagonista.
- Na série de livros Sandman (Neil Gaiman), Caim vive no reino dos sonhos juntamente com Abel vindo a matar ele diversas vezes.
- Na série Lucifer, Caim vive a eternidade na terra, como um ser humano incapaz de morrer; parte de uma punição de Deus.
- No jogo de RPG Devil Survivor, o personagem Naoya se revela como Caim. Como punição por matar Abel, Deus condenou Caim a reencarnar consecutivamente e sempre ter consciência de suas reencarnações anteriores.
- Em seu livro "Memórias Póstumas de Brás Cubas", Machado de Assis faz paralelos aos relacionamentos de Caim com sua família e os da personagem Virgília com seu pai.[11]

### Sinal de Caim na cultura popular e literatura
- Na ficção de Vampiro: A Máscara, a marca de Caim é o vampirismo.
- Na série literária Os Instrumentos Mortais (série literária) os personagens Clary Fray e Simon Lewis são portadores da marca de Caim durante um tempo. Embora apenas com Simon a marca tenha uma duração significativa.
- Na série de televisão "Lucifer", a marca de Caim deu ao mesmo a imortalidade.
- Na série de televisão Sobrenatural, Dean Winchester recebe a marca de Caim, ganhando assim poderes e a imortalidade.